# Pha-hom

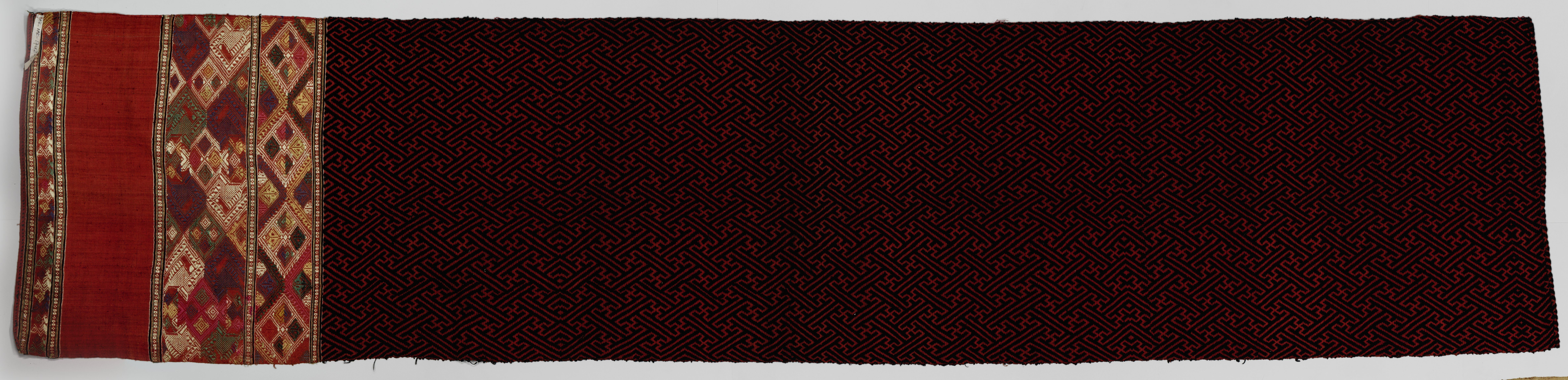
Laotisches Pha-hom (eine Gewebebahn), 1. Hälfte 20. Jahrhundert, Wolle und Seide, Rijksmuseum Amsterdam

Pha-hom, auch Phaa hom (thailändisch ผ้าห่ม pha-hom [pʰaː˥˩.hom˨˩], deutsch ‚Decke‘), ist ein traditionelles Textil der Thai und Lao in Nord-Thailand und Laos.

## Beschreibung

### Bei den Tai Dam, Tai Thanh und Tai Sam Neua
Das Pha-hom ist ein rechteckiges Textil aus Baumwolle und/oder Seide. Bei einigen Thai-Gruppen, darunter die Tai Dam, Tai Thanh und Tai Sam Neua, wird es aus zwei schmalen, im Muster sich wiederholenden Gewebebahnen (phaa khit) zusammengenäht. Seine Maße betragen rund 120 × 200 Zentimeter. Es wird von den Frauen als Teil ihrer Aussteuer hergestellt. Das Pha-hom kann viele Verwendungen finden: Es kann als Schultertuch oder Schal getragen werden, als Decke, Vorhang, Raumteiler und zum Tragen von Kindern. Bei einer Beerdigung kann es auch als Leichentuch dienen.

### Bei den Tai Yuan und den Tai Siam
Pha-hom bezeichnet in seiner wörtlichen Bedeutung ‚bedeckendes Textil‘ ein den Oberkörper bekleidendes Stoffstück – analog zu pha nung, der Bekleidung des Unterkörpers. Hierbei gab es jedoch historisch regionale Unterschiede zwischen den Tai Yuan in Nordthailand (das ehemalige Königreich Lan Na) und den Tai Siam in Zentralthailand (ehemals Siam). Bis ins 19. Jahrhundert wurde in beiden Regionen im Alltag überwiegend nur der Unterkörper bedeckt, nur bei Kälte auch der Oberkörper.

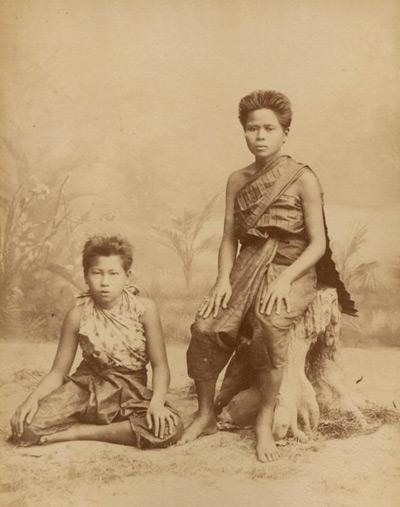
Zwei Frauen aus Siam, die pha sabai chieng unterschiedlich gebunden, ca. 1890

Frauen in beiden Regionen, häufiger aber in Lan Na, benutzten dann ein einzelnes langes Tuch (pha sabai chieng), das auf verschiedene Arten um den Oberkörper gelegt werden konnte. Meist wurde es lose über den Schultern drapiert ohne die Brüste zu verdecken. Auch Schlingungen um den Nacken oder ein diagonales Tragen über eine Schulter (die Trageweisen hießen sa wai laeng oder biang bai) waren möglich. Tücher, die in Nordthailand einer Buddha-Statue ebenfalls diagonal um die Schulter gelegt werden, heißen pha hom phrachao.
Das allgemeine Bedecken des Oberkörpers verbreitete sich erst zur Zeit von Rama V., in der zweiten Hälfte des 19. Jahrhunderts in Lan Na und Siam. Während in Lan Na für Männer Hemden, gefärbt mit Indigo, üblich wurden (sua mo hom), bürgerten sich für Frauen enge, langärmelige Blusen aus beiger Baumwolle oder Seide ein. Über der Bluse wurde manchmal ein pha sabai chieng diagonal getragen.
In Siam trugen adelige Frauen zu dieser Zeit hingegen ein eng um die Brust gebundenes Tuch (pha hom sabei) und diagonal über Brust und Schulter ein quer zur Länge plissiertes pha sabai chieng. Während die Frauen in Lan Na dazu den Phasin-Rock trugen, war in Siam der Panung üblich. Heute gehört ein diagonal getragenes Tuch, Sbai oder pha biang genannt, in vielen Ländern Südostasiens zur Nationaltracht, so auch in Thailand.